# Метод Тёрнера
 Метод Тёрнера  — классический метод астрофотометрии, предназначен для калибровки координат камеры. Предложен Гербертом Тёрнером в 1893 году.
В основу метода положено разложение в ряд функции отображения из небесных координат в растровые следующим образом:
{\displaystyle x=a_{0}+a_{1}\alpha +a_{2}\delta +a_{3}\alpha ^{2}+a_{4}\delta ^{2}+a_{5}\alpha \delta \dots }
{\displaystyle y=b_{0}+b_{1}\alpha +b_{2}\delta +b_{3}\alpha ^{2}+b_{4}\delta ^{2}+b_{5}\alpha \delta \dots },
где {\displaystyle a_{i}} и {\displaystyle b_{i}} — редукционные коэффициенты, которые вычисляются для координат {\displaystyle x} и {\displaystyle y} независимо друг от друга.